# Japan i olympiska sommarspelen 1984
Japan deltog i de olympiska sommarspelen 1984 med en trupp bestående av 226 deltagare, och totalt tog landet 32 medaljer.

## Boxning
Lätt flugvikt
- Mamoru Kuroiwa
  1. Första omgången — Bye
  2. Andra omgången — Besegrade Francisco Tejedor (COL), 4:1
  3. Kvartsfinal — Förlorade mot Keith Mwila (KEN), 0:5

Bantamvikt
- Hiroaki Takami
  1. Första omgången — Bye
  2. Andra omgången — Besegrade Gamaleldin El-Koumy (EGY), 4:1
  3. Tredje omgången — Förlorade mot Dale Walters (CAN), 0:5

## Bågskytte
Damernas individuella
- Hiroko Ishizu – 2525 poäng (4:e plats)
- Minako Hokari – 2481 poäng (10:e plats)

Herrarnas individuella
- Hiroshi Yamamoto – 2563 poäng (Brons)
- Takayoshi Matsushita – 2552 poäng (4:e plats)
- Ichiro Shimamura – 2312 poäng (52:a plats)

## Cykling
Herrarnas linjelopp
- Matsuyoshi Takahashi — 45:e plats

Damernas linjelopp
- Wakako Abe — 40:e plats

## Friidrott
Herrarnas 400 meter
- Susumu Takana
  - Heat — 46,26
  - Kvartsfinal — 45,91
  - Semifinal — 45,88 (→ gick inte vidare)

Herrarnas 10 000 meter
- Yutaka Kanai
  - Kval — 28:14,67
  - Final — 28:27,06 (→ 7:e plats)

- Masanari Shintaku
  - Kval — 28:24,30
  - Final — 28:55,54 (→ 16:e plats)

Herrarnas maraton
- Takeshi So
  - Final — 2:10:55 (→ 4th place)

- Toshihiko Seko
  - Final — 2:14:13 (→ 14:e plats)

- Shigeru So
  - Final — 2:14:38 (→ 17:e plats)

Herrarnas längdhopp
- Junichi Usui
  - Kval — 8,02m
  - Final — 7,87m (→ 7:e plats)

Herrarnas höjdhopp
- Takao Sakamoto
  - Kval — 2,21m (→ gick inte vidare)

Herrarnas spjutkastning
- Masami Yoshida
  - Kval — 81,42m
  - Final — 81,98m (→ 5:e plats)

- Kazuhiro Mizoguchi
  - Kval — 74,82m (→ gick inte vidare, 20:e plats)

Herrarnas släggkastning
- Shigenobu Murofushi
  - Kval — 70,92m (→ gick inte vidare)

Herrarnas stavhopp
- Tomomi Takahashi
  - Kval — 5,30m
  - Final — ingen notering (→ ingen placering)

Damernas maraton
- Nanae Sasaki
  - Final — 2:37:04 (→ 19th place)

- Akemi Masuda
  - Final — fullföljde inte (→ ingen placering)

Damernas höjdhopp
- Hisayo Fukumitsu
  - Kval — 1,87m (→ gick inte vidare, 17:e plats)

- Megumi Sato
  - Kval — 1,84m (→ gick inte vidare, 18:e plats)

Damernas spjutkastning
- Emi Matsui
  - Kval — 57,72m (→ gick inte vidare)

- Minori Mori
  - Kval — 56,60m (→ gick inte vidare)

## Fäktning
Herrarnas florett
- Kenichi Umezawa
- Nobuyuki Azuma
- Tadashi Shimokawa

Herrarnas florett, lag
- Nobuyuki Azuma, Yoshihiko Kanatsu, Hidehachi Koyasu, Tadashi Shimokawa, Kenichi Umezawa

Damernas florett
- Azusa Oikawa
- Mieko Miyahara
- Miyuki Maekawa

Damernas florett, lag
- Mieko Miyahara, Azusa Oikawa, Miyuki Maekawa, Tomoko Oka

## Handboll
Herrar
Gruppspel
| Rank | Lag         | Pld | W | D | L | GF  | GA  | Poäng |  | Socialistiska federativa republiken Jugoslavien | Rumänien | Island | Schweiz | Japan | Algeriet |
| ---- | ----------- | --- | - | - | - | --- | --- | ----- |  | ----------------------------------------------- | -------- | ------ | ------- | ----- | -------- |
| 1.   | Jugoslavien | 5   | 4 | 1 | 0 | 123 | 76  | 9     |  | X                                               | 19:18    | 22:22  | 25:11   | 32:15 | 25:10    |
| 2.   | Rumänien    | 5   | 4 | 0 | 1 | 120 | 91  | 8     |  | 18:19                                           | X        | 26:17  | 23:17   | 28:22 | 25:16    |
| 3.   | Island      | 5   | 3 | 1 | 1 | 102 | 96  | 7     |  | 22:22                                           | 17:26    | X      | 23:16   | 21:17 | 19:15    |
| 4.   | Schweiz     | 5   | 2 | 0 | 3 | 83  | 102 | 4     |  | 11:25                                           | 17:23    | 16:23  | X       | 20:13 | 19:18    |
| 5.   | Japan       | 5   | 1 | 0 | 4 | 84  | 107 | 2     |  | 15:32                                           | 22:28    | 17:21  | 13:20   | X     | 17:16    |
| 6.   | Algeriet    | 5   | 0 | 0 | 5 | 75  | 105 | 0     |  | 10:25                                           | 16:25    | 15:19  | 18:19   | 16:17 | X        |

## Modern femkamp
Herrarnas individuella tävling
- Shoji Uchida
- Hiroyuki Kawazoe
- Daizou Araki

Herrarnas lagtävling
- Shoji Uchida
- Hiroyuki Kawazoe
- Daizou Araki

## Simhopp
Herrarnas 3 m
- Isao Yamagishi
  - Kval — 427,14 (→ gick inte vidare, 25:e plats)